# Якуб Шинкевич
Якуб Шинкевич (пол. Jakub Szynkiewicz, 16 квітня 1884 – 1 листопада 1966) — польський релігійний діяч, перший муфтій Польщі, доктор філософії та сходознавства. 

## Біографія
Якуб Шинкевич народився в татарській родині 16 квітня 1884 року в Ляховичах (Лаховичах) Мінської губернії Російської імперії (з 1921 по 1939 роки частина Польщі, сьогодні західна Білорусь). Він був сином Сулеймана і Фатми. Він мав брата Мустафу Шинкевича і сестру Аміну.
У 1904 році він закінчив Мінську гімназію (Męska Szkoła Realna), після чого спочатку вивчав інженерні науки, але пізніше, у 1907 році, вирішив вивчати орієнталістику в Петербурзі. У 1925 році він отримав ступінь доктора філософії в Берлінському університеті, захистивши дисертацію німецькою мовою. 28 жовтня того ж року його було обрано муфтієм усіх мусульман у Польщі. Його штаб знаходився у Вільнюсі.
Він переклав низку віршів Корану з арабської на польську, опублікованих у 1935 році під назвою Wersety z Koranu. Під час свого керівництва він налагодив контакти з більшою частиною зовнішнього мусульманського світу. Муфтій Шинкевич також був присутній на конгресі Каїрського халіфату в 1926 році. Під час Європейського мусульманського конгресу в 1935 році його називали «одним із найбільш чітких учасників». Муфтій Шинкевич також наглядав за формальним регулюванням нової незалежної польської держави щодо правового статусу польських мусульман у 1936 році. Мав план побудови мечеті у Варшаві, які були перервані нацистським вторгненням до Польщі в 1939 році.
Наприкінці 1944 року він виїхав і відмовився повертатися до комуністичної Польщі. Після війни він оселився в Єгипті, але переїхав до Сполучених Штатів після прорадянського перевороту Насера 1952 року. Він помер у Вотербері, штат Коннектикут, 1 листопада 1966 року.